# Ionenmotor
Een ionenmotor is een raketmotor die zijn voortstuwingskracht produceert door ionen met hoge snelheid af te stoten.
Hoewel het grote publiek de ionenmotor hooguit zal associëren met sciencefictionseries zoals Star Trek, bestaat de ionenmotor wel degelijk. Het principe is aan het begin van de 20e eeuw bedacht door Hermann Oberth, en wordt sinds een aantal jaren in de ruimtevaart toegepast.

## Werking van de ionenmotor
In een ionenmotor wordt stuwstof niet verbrand, maar geïoniseerd. Er wordt bijvoorbeeld een atoom geïoniseerd doordat het geraakt wordt door een elektron met hoge energie, waarbij een tweede elektron vrijkomt en dus een positief ion overblijft. Om de lading van het ruimtevaartuig neutraal te houden worden met een apart onderdeel, de neutralizer, ook elektronen naar de ruimte uitgestoten, maar met een lagere snelheid.
De vrijkomende ionen passeren twee sterk elektrisch geladen roosters en worden daardoor versneld. De kracht die de versnelling van de ionen veroorzaakt, zorgt voor een tegenovergestelde reactiekracht, dit is de stuwkracht die de ionenmotor produceert.
Als stuwstof worden zware edelgassen xenon, krypton en argon gebruikt. In het verleden is wel geëxperimenteerd met natrium en kwik, maar deze stoffen hadden een eroderende werking op de ionenmotor.
De elektrische energie die nodig is voor het ioniseren van de stuwstof en het versnellen van de vrijkomende ionen wordt ontleend aan zonnepanelen. In de toekomst worden hier wellicht ook kernreactoren voor gebruikt.

## Vergelijking met conventionele raketmotor
Conventionele raketmotoren kunnen gedurende een korte tijd een enorme versnelling geven, maar verbruiken daarbij ook grote hoeveelheden brandstof. De brandstofvoorraad zelf moet evenals het ruimtevaartuig ook voortgestuwd worden. De raketmotoren moeten bestand zijn tegen enorme krachten en hoge temperaturen, wat stevige (en dus zware) raketmotoren noodzakelijk maakt, die ook voortgestuwd moeten worden. Consequentie hiervan is dat het ruimtevaartuig nog meer brandstof mee moet nemen.
Ionenmotoren daarentegen produceren een lage stuwkracht, maar zijn wat betreft reactiemassa bijzonder zuinig. Ze produceren per kilogram stuwstof meer voortstuwingskracht dan conventionele raketmotoren. Ze kunnen op de lange duur dus dezelfde snelheid bereiken, maar met een veel lager stuwstofverbruik door de veel hogere uitstootsnelheid. Het ruimtevaartuig hoeft daarom minder stuwstof mee te nemen. Ionenmotoren zijn ook veel lichter van constructie, leggen daarom minder gewicht in de schaal, wat dus weer stuwstof- en dus massabesparing oplevert.

## Toepassing

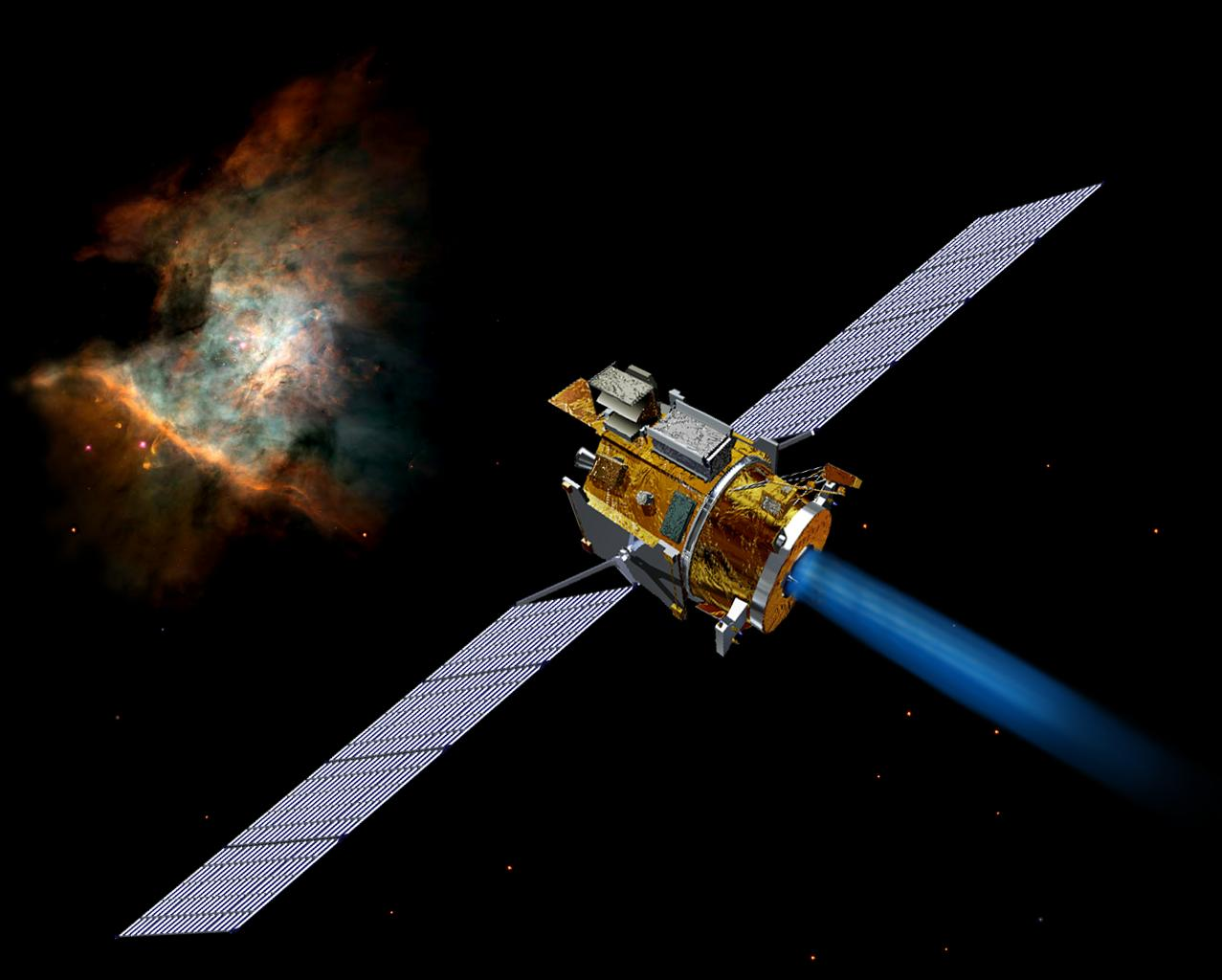
Deep Space 1, bron: Courtesy NASA/JPL-Caltech

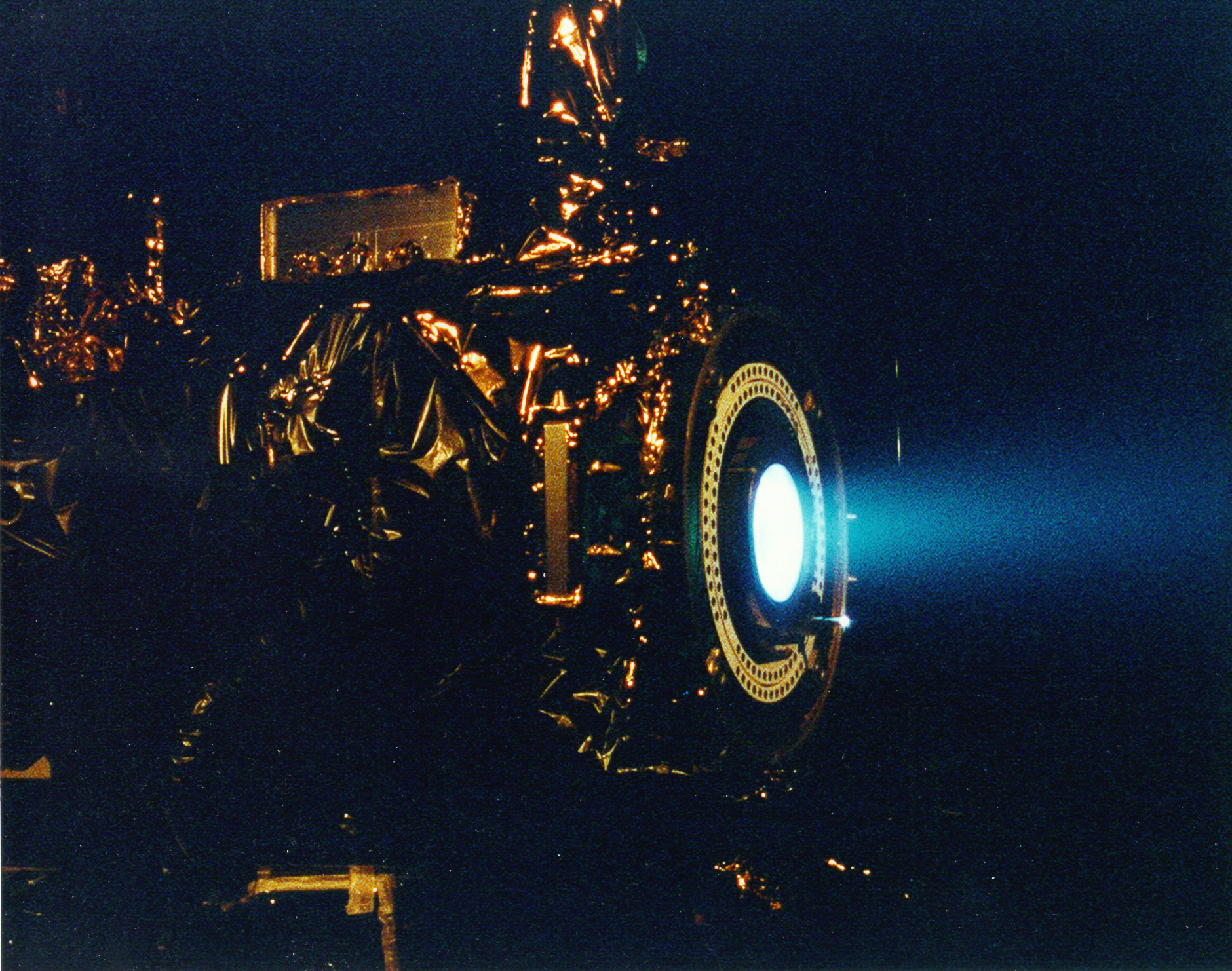
Deep Space 1, bron: Courtesy NASA/JPL-Caltech

Ionenmotoren zijn door hun lage stuwkracht ongeschikt om ruimtevaartuigen te lanceren, daar zijn nog conventionele raketmotoren voor nodig. Zodra het ruimtevaartuig de ruimte heeft bereikt, kan de ionenmotor de voortstuwing in principe overnemen.
De ionenmotor kan jarenlang ononderbroken functioneren. Verre bestemmingen, bijvoorbeeld Jupiter en verder, kunnen met behulp van ionenmotoren aanzienlijk sneller worden bereikt.
De ionenmotor is voor het eerst uitgebreid getest door het onbemande ruimtevaartuig Deep Space 1. Deep Space 1 werd door NASA op 24 oktober 1998 gelanceerd en was primair bedoeld om een aantal nieuwe ruimtevaarttechnologieën te testen, waaronder de ionenmotor. Aan het eind van de missie was de snelheid van Deep Space 1 dankzij de ionenmotor met 4,4 kilometer per seconde toegenomen, na verbruik van slechts 81,5 kilogram brandstof. Met een conventionele raketmotor zou met dezelfde hoeveelheid brandstof slechts een tiende van die versnelling zijn bereikt.
De Europese Astra 2A satelliet, die televisiesignalen doorzendt, is voorzien van een ionenmotor. De wisselende aantrekkingskrachten van de Maan en de Zon zorgen ervoor dat dergelijke satellieten regelmatig koerscorrecties moeten uitvoeren. De hoeveelheid brandstof die meegenomen kan worden is beperkt, maar doordat de ionenmotor van de Astra 2A veel zuiniger is zal de levensduur van deze satelliet veel langer zijn dan de gebruikelijke periode van ongeveer 10 jaar.
De SMART-1 van ruimtevaartorganisatie ESA heeft ook een ionenmotor. De onbemande SMART-1 is op 28 september 2003 gelanceerd en heeft in de nacht van 15 op 16 november 2004 een elliptische polaire baan rond de Maan bereikt en er werd in januari 2005 begonnen met het onderzoek. SMART-1 deed daar veel langer over dan een ruimtevaartuig met een conventionele raketmotor, maar was veel zuiniger en dus veel goedkoper. De missie is op 3 september 2006 geëindigd met het neerstorten van de sonde op de Maan.
Op 5 juni 2010 vestigde de ionenmotor van de ruimtesonde Dawn een nieuw record voor de grootste snelheidsverandering die een raketvoortstuwingssysteem ooit in de ruimte heeft veroorzaakt. Sinds de lancering in september 2007 heeft de ionenmotor de snelheid van de ruimtesonde met ruim 5,7 kilometer per seconde verhoogd. Daarmee is het oude record uit december 2001 van Deep Space 1 verbroken.
NASA werkt aan de ontwikkeling van een ionenmotor die van elektrische energie wordt voorzien door middel van een kernreactor. Dit maakt het gebruik van ionenmotoren voor ruimtevluchten mogelijk naar bestemmingen die zo ver van de Zon zijn verwijderd, dat zonnepanelen daar niet genoeg energie kunnen leveren.
De vanaf 2019 door SpaceX gelanceerde eerste generatie Starlink satellieten maken gebruik van een ionenmotor voor precisie-navigatie in de ruimte en om de satellieten na gebruik in een lagere baan te brengen waardoor hij zal verbranden. Deze ionenmotor gebruikt krypton als aandrijfmedium. Bij de tweede generatie Starlink satellieten is dat argon.